# 24 Ore di Spa
La 24 Ore di Spa è una gara di durata tenuta annualmente in Belgio nel Circuito di Spa-Francorchamps. Concepita da Jules de Their e Henri Langlois Van Ophem appena un anno dopo la 24 Ore di Le Mans, la corsa è stata organizzata dal locale Automobile Club Royal Automobile Club Belgium (RACB).
La prima edizione si tenne nel 1924 con circuito di 15 km su strade pubbliche, fra le città di Francorchamps, Malmedy e Stavelot. Nel 1953 si passò alla versione di 14 km. Dal 1979 viene invece utilizzata la versione di 7 km.
La 24 Ore di Spa ha fatto parte del Campionato Europeo Turismo dal 1966 al 1973. L'evento ha fatto parte anche del Campionato Mondiale Sportprototipi nel 1953 e 1981.

## Albo d'oro
| Anno               | Auto                             | Piloti                                                               | Distanza (km) | Media oraria (km/h) | Note |
| ------------------ | -------------------------------- | -------------------------------------------------------------------- | ------------- | ------------------- | --- |
| Tracciato di 15 km |                                  |                                                                      |               |                     | |
| 1924               | Bignan 2 Litre Sport             | Henri Springuel Maurice Béquet                                       | 1 879,992     | 78,333              | |
| 1925               | Chenard & Walcker                | André Lagache René Léonard                                           | 2 203,920     | 91,830              | |
| 1926               | Peugeot 174S                     | André Boillot Louis Rigal                                            | 2 294,600     | 95,618              | |
| 1927               | Excelsior                        | Robert Sénéchal Nicolas Caerels                                      | 2 203,200     | 91,800              | |
| 1928               | Alfa Romeo 6C 1500 S             | Boris Ivanowski Attilio Marinoni                                     | 2 463,900     | 102,600             | |
| 1929               | Alfa Romeo 6C 1750SS             | Robert Benoist Attilio Marinoni                                      | 2 441,200     | 101,300             | |
| 1930               | Alfa Romeo 6C 1750GS             | Attilio Marinoni Pietro Ghersi                                       | 2 624,640     | 109,360             | |
| 1931               | Mercedes-Benz SSK                | Dimitri Djordjadze Goffredo Zehender                                 | 2 543,750     | 105,990             | |
| 1932               | Alfa Romeo 8C 2300MM             | Antonio Brivio Eugenio Siena                                         | 2 785,920     | 116,080             | Per la prima volta le Alfa Romeo della Scuderia Ferrari scendono in gara dotate del logo con il Cavallino Rampante |
| 1933               | Alfa Romeo 8C 2300LM             | Louis Chiron Luigi Chinetti                                          | 2 806,316     | 116,934             | |
| 1934               | Bugatti Type 44                  | Jean Desvignes Norbert Mahé                                          | 1 166,110     | 116,615             | Disputata sulla durata di 10 ore                                                                                   |
| 1935               | Non disputata                    | Non disputata                                                        | Non disputata | Non disputata       | Non disputata |
| 1936               | Alfa Romeo 8C 2900A              | Francesco Severi Raymond Sommer                                      | 3 001,032     | 125,043             | |
| 1937               | Non disputata                    | Non disputata                                                        | Non disputata | Non disputata       | Non disputata |
| 1938               | Alfa Romeo 8C 2900B              | Carlo Pintacuda Francesco Severi                                     | 2 996,632     | 124,859             | |
| 1939 1947          | Non disputata                    | Non disputata                                                        | Non disputata | Non disputata       | Non disputata |
| 1948               | Aston Martin 2-Litre Sports      | St John Horsfall Leslie Johnson                                      |               | 115,985             | |
| 1949               | Ferrari 166 MM                   | Luigi Chinetti Jean Lucas                                            |               | 126,816             | |
| 1950 1952          | Non disputata                    | Non disputata                                                        | Non disputata | Non disputata       | Non disputata |
| Tracciato di 14 km |                                  |                                                                      |               |                     | |
| 1953               | Ferrari 375 MM Pininfarina       | Nino Farina Mike Hawthorn                                            | 3 671,000     | 152,742             | Campionato Mondiale Sportprototipi                                                                                 |
| 1954 1963          | Non disputata                    | Non disputata                                                        | Non disputata | Non disputata       | Non disputata |
| 1964               | Mercedes-Benz 300SE              | Robert Crevits Gustave Gosselin                                      | 3 962,100     | 164,825             | |
| 1965               | BMW 1800 Ti/SA                   | Pascal Ickx Gérard Langlois van Ophem                                | 3 812,591     | 158,855             | |
| 1966               | BMW 2000ti                       | Hubert Hahne Jacky Ickx                                              | 4 048,368     | 168,681             | |
| 1967               | Porsche 911                      | Jean-Pierre Gaban Norbert Van Assche                                 | 4 052,883     | 168,867             | European Touring Car Championship                                                                                  |
| 1968               | Porsche 911                      | Erwin Kremer Willi Kauhsen Helmut Kelleners                          | 4 004,827     | 166,867             | European Touring Car Championship                                                                                  |
| 1969               | Porsche 911                      | Guy Chasseuil Claude Ballot-Lena                                     | 4 272,231     | 187,006             | European Touring Car Championship                                                                                  |
| 1970               | BMW 2800CS                       | Günther Huber Helmut Kelleners                                       | 4 252,407     | 177,183             | European Touring Car Championship                                                                                  |
| 1971               | Ford Capri RS                    | Dieter Glemser Alex Soler-Roig                                       | 4 385,100     | 182,690             | European Touring Car Championship                                                                                  |
| 1972               | Ford Capri RS 2600               | Jochen Mass Hans-Joachim Stuck                                       | 4 498,436     | 187,431             | European Touring Car Championship                                                                                  |
| 1973               | BMW 3.0 CSL                      | Toine Hezemans Dieter Quester                                        | 4 422,980     | 184,290             | European Touring Car Championship                                                                                  |
| 1974               | BMW 3.0 CSi                      | Jean Xhenceval Alain Peltier Pierre Dieudonné                        | 4 147,289     | 172,804             | Trophée de l'Avenir                                                                                                |
| 1975               | BMW 3.0 CSi                      | Pierre Dieudonné Jean Xhenceval Hughes de Fierlandt                  | 4 249,270     | 177,053             | Trophée de l'Avenir                                                                                                |
| 1976               | BMW 3.0 CSL                      | Jean-Marie Detrin Nico Demuth Charles Van Stolle                     | 4 087,904     | 170,329             | European Touring Car Championship                                                                                  |
| 1977               | BMW 530i                         | Eddy Joosen Jean-Claude Andruet                                      | 4 083,835     | 170,159             | Trophée de l'Avenir                                                                                                |
| 1978               | Ford Capri III 3.0S              | Gordon Spice Teddy Pilette                                           | 4 315,594     | 179,816             | Trophée de l'Avenir                                                                                                |
| Tracciato di 7 km  |                                  |                                                                      |               |                     | |
| 1979               | Ford Capri III 3.0S              | Jean-Michel Martin Philippe Martin                                   | 3 083,632     | 128,485             | Trophée de l'Avenir                                                                                                |
| 1980               | Ford Capri III 3.0S              | Jean-Michel Martin Philippe Martin                                   | 2 952,318     | 123,013             | |
| 1981               | Mazda RX-7                       | Tom Walkinshaw Pierre Dieudonné                                      | 3 183,952     | 132,737             | Campionato Mondiale Sportprototipi Trophée de l'Avenir                                                             |
| 1982               | BMW 528i                         | Hans Heyer Armin Hahne Eddy Joosen                                   | 3 132,224     | 130,808             | European Touring Car Championship                                                                                  |
| 1983               | BMW 635 CSi                      | Thierry Tassin Hans Heyer Armin Hahne                                | 3 333,726     | 130,808             | European Touring Car Championship                                                                                  |
| 1984               | Jaguar XJS                       | Tom Walkinshaw Hans Heyer Win Percy                                  | 3 055,485     | 131,091             | European Touring Car Championship                                                                                  |
| 1985               | BMW 635 CSI                      | Roberto Ravaglia Gerhard Berger Marc Surer                           | 3 470,000     | 144,344             | European Touring Car Championship                                                                                  |
| 1986               | BMW 635 CSI                      | Dieter Quester Thierry Tassin Altfrid Heger                          | 3 463,060     | 144,232             | European Touring Car Championship                                                                                  |
| 1987               | BMW M3                           | Jean-Michel Martin Didier Theys Eric van de Poele                    | 3 338,140     | 139,908             | World Touring Car Championship                                                                                     |
| 1988               | BMW M3                           | Altfrid Heger Dieter Quester Roberto Ravaglia                        | 3 532,460     | 146,929             | European Touring Car Championship                                                                                  |
| 1989               | Ford Sierra Cosworth             | Gianfranco Brancatelli Win Percy Bernd Schneider                     | 3 338,140     | 139,130             | aperta a Turismo e GT                                                                                              |
| 1990               | BMW M3                           | Fabien Giroix Johnny Cecotto Markus Oestreich                        | 3 247,920     | 135,330             | aperta a Turismo e GT                                                                                              |
| 1991               | Nissan Skyline GT-R              | Anders Olofsson David Brabham Naoki Hattori                          | 3 587,980     | 149,456             | aperta a Turismo e GT                                                                                              |
| 1992               | BMW M3                           | Steve Soper Jean-Michel Martin Christian Danner                      | 3 560,220     | 148,947             | aperta a Turismo e GT                                                                                              |
| 1993               | Porsche 911 RSR                  | Christian Fittipaldi Uwe Alzen Jean-Pierre Jarier                    | 2 154,904     | 144,667             | aperta a Turismo e GT La corsa è stata fermata dopo 15 ore a causa della morte del re Baldovino                    |
| 1994               | BMW 318is                        | Roberto Ravaglia Thierry Tassin Alexander Burgstaller                | 3 625,960     | 151,047             | Superturismo |
| 1995               | BMW 320i                         | Joachim Winkelhock Steve Soper Peter Kox                             | 3 612,532     | 150,531             | Superturismo |
| 1996               | BMW 320i                         | Jörg Müller Thierry Tassin Alexander Burgstaller                     | 3 507,821     | 145,956             | Superturismo |
| 1997               | BMW 320i                         | Didier de Radiguès Marc Duez Éric Hélary                             | 3 372,680     | 140,252             | Superturismo |
| 1998               | BMW 318i                         | Marc Duez Eric van de Poele Alain Cudini                             | 3 344,807     | 139,344             | Superturismo |
| 1999               | Peugeot 306 GTI                  | Frédéric Bouvy Emmanuel Collard Anthony Beltoise                     | 3 428,427     | 142,588             | Superturismo |
| 2000               | Peugeot 306 GTI                  | Frédéric Bouvy Kurt Mollekens Didier Defourny                        | 3 330,870     | 138,686             | Superturismo |
| 2001               | Chrysler Viper GTS-R             | Christophe Bouchut Jean-Philippe Belloc Marc Duez                    | 3 679,104     | 152,999             | Campionato FIA GT                                                                                                  |
| 2002               | Chrysler Viper GTS-R             | Christophe Bouchut Sébastien Bourdais David Terrien Vincent Vosse    | 3 654,059     | 152,019             | Campionato FIA GT                                                                                                  |
| 2003               | Porsche 911 GT3 RS               | Stéphane Ortelli Marc Lieb Romain Dumas                              | 3 327,613     | 138,557             | Campionato FIA GT                                                                                                  |
| 2004               | Ferrari 550 Maranello GTS-R      | Luca Cappellari Fabrizio Gollin Lilian Bryner Enzo Calderari         | 3 888,144     | 161,974             | Campionato FIA GT                                                                                                  |
| 2005               | Maserati MC12                    | Michael Bartels Timo Scheider Eric van de Poele                      | 4 000,896     | 166,638             | Campionato FIA GT                                                                                                  |
| 2006               | Maserati MC12                    | Michael Bartels Andrea Bertolini Eric van de Poele                   | 4 092,961     | 171,034             | Campionato FIA GT                                                                                                  |
| 2007               | Chevrolet Corvette C6.R          | Mike Hezemans Fabrizio Gollin Jean-Denis Délétraz Marcel Fässler     | 3 726,660     | 155,241             | Campionato FIA GT                                                                                                  |
| 2008               | Maserati MC12                    | Michael Bartels Andrea Bertolini Eric van de Poele Stéphane Sarrazin | 4 041,885     | 168,096             | Campionato FIA GT                                                                                                  |
| 2009               | Chevrolet Corvette C6.R          | Anthony Kumpen Kurt Mollekens Mike Hezemans Jos Menten               | 3 915,240     | 163,120             | Campionato FIA GT                                                                                                  |
| 2010               | Porsche 997 GT3 RS               | Romain Dumas Martin Ragginger Jörg Bergmeister Wolf Henzler          | 3 789,164     | 157,832             | FIA GT2 European Cup                                                                                               |
| 2011               | Audi R8 LMS                      | Mattias Ekström Timo Scheider Gregory Franchi                        | 3 817,18      | 158,898             | Blancpain Endurance Series                                                                                         |
| 2012               | Audi R8 LMS ultra                | Andrea Piccini René Rast Frank Stippler                              | 3 565,036     | 148,543             | Blancpain Endurance Series                                                                                         |
| 2013               | Mercedes-Benz SLS AMG GT3        | Bernd Schneider Maximilian Götz Maximilian Buhk                      | 3 950,256     | 164,594             | Blancpain Endurance Series                                                                                         |
| 2014               | Audi R8 LMS ultra                | Laurens Vanthoor René Rast Markus Winkelhock                         | 3 691,108     | 153,732             | Blancpain Endurance Series 1 ora di bandiera rossa                                                                 |
| 2015               | BMW Z4 GT3                       | Nick Catsburg Lucas Luhr Markus Palttala                             | 3 754,144     | 156,423             | Blancpain Endurance Series                                                                                         |
| 2016               | BMW M6 GT3                       | Philipp Eng Maxime Martin Alexander Sims                             | 3 719,403     | 154,975             | Blancpain Endurance Series                                                                                         |
| 2017               | Audi R8 LMS                      | Jules Gounon Christopher Haase Markus Winkelhock                     | 3 824,184     | 159,341             | Blancpain GT Series Endurance Cup                                                                                  |
| 2018               | BMW M6 GT3                       | Tom Blomqvist Philipp Eng Christian Krognes                          | 3 579,044     | 149,127             | Blancpain GT Series Endurance Cup                                                                                  |
| 2019               | Porsche 911 GT3 R                | Richard Lietz Kévin Estre Michael Christensen                        | 2542,45       | 105,8               | Blancpain GT Series Endurance Cup                                                                                  |
| 2020               | Porsche 911 GT3 R                | Earl Bamber Nick Tandy Laurens Vanthoor                              | 3691,10       | 153,7               | Intercontinental GT Challenge, GT World Challenge Europe Endurance Cup                                             |
| 2021               | Ferrari 488 GT3 Evo 2020         | Alessandro Pier Guidi Nicklas Nielsen Come Ledogar                   | 3894,22       | 162,0               | Intercontinental GT Challenge, GT World Challenge Europe Endurance Cup                                             |
| 2022               | Mercedes-AMG GT3 Evo             | Jules Gounon Daniel Juncadella Raffaele Marciello                    | 3754,14       | 156,2               | Intercontinental GT Challenge, GT World Challenge Europe Endurance Cup                                             |
| 2023               | BMW M4 GT3                       | Philipp Eng Marco Wittmann Nick Yelloly                              | 3761.14       | 156.7               | Intercontinental GT Challenge, GT World Challenge Europe Endurance Cup                                             |
| 2024               | Aston Martin Vantage AMR GT3 Evo | Mattia Drudi Marco Sørensen Nicki Thiim                              | 3347.91       | 139.2               | Intercontinental GT Challenge, GT World Challenge Europe Endurance Cup                                             |
| 2025               | Lamborghini Huracan GT3 Evo 2    | Mirko Bortolotti Luca Engstler Jordan Pepper                         | 3845.196      | 160.2               | Intercontinental GT Challenge, GT World Challenge Europe Endurance Cup                                             |